# Spork (film)
Pour plus de détails, voir Fiche technique et Distribution.
Spork est une comédie dramatique américaine réalisée par J. B. Ghuman Jr. et sortie en 2010.

## Fiche technique
- Titre original : Spork
- Réalisation : J. B. Ghuman Jr.
- Scénario : J. B. Ghuman Jr.
- Musique : Casey James
- Photographie : Bradley Stonesifer
- Montage : Phillip J. Bartell
- Décors : Orlando Soria
- Costumes : Samantha Kuester
- Production : Chad Allen, Honey Labrador et Christopher Racster
  - Producteur délégué : Kevin Frost et Geric Miller-Frost
  - Producteur exécutif : Angela Sostre
  - Producteur associé : Ferrari Watts
- Société de production : Neca Films, Last Bastion Entertainment, Bent Film, 11:11 Entertainment Inc. et Archer Productions
- Société de distribution : Underhill Entertainment et Wrekin Hill Entertainment
- Pays de production :  États-Unis
- Langue originale : anglais
- Format : couleur — 2,35:1
- Genre : Comédie dramatique
- Durée : 90 minutes
- Dates de sortie :
  - États-Unis : 
    - 24 avril 2010 (Tribeca)
    - 27 mai 2011 (en salles)

## Distribution
- Savannah Stehlin : Spork
- Rodney Eastman : Spit
- Robert Bradvica : Smart Ass Kid
- Kevin Chung : Chunk
- Odelia Hartl : Jecca
- Lili Sepe : JuJu
- Halston Autumn McMurray : Tori
- Oana Gregory : Loosie Goosie
- Rachel G. Fox : Betsy Byotch
- Chad Allen : Loogie
- Elaine Hendrix : Felicia
- Sydney Park : Tootsie Roll
- Beth Grant : Principale Tulip
- Tommy the Clown : Booty Ballroom DJ
- Aria Wallace : une chrétienne
- Yeardley Smith : Mme Danahy
- Keith David : Coach Jenkins
- Richard Riehle : Clyde
- John Alton : Burke